# 高橋卓巳
高橋 卓巳（たかはし ともみ、1956年1月29日 - ）は、日本の男子陸上競技（棒高跳）選手。名前については、現役時代のマスコミ報道で「高橋卓己」と表記されていた例が複数あり、2015年の時点でもそのように表記されていた。

## 経歴
香川県三豊郡大野原町（現：観音寺市）出身。香川県立三豊工業高等学校在籍時の1973年、全国高等学校総合体育大会陸上競技大会（インターハイ）の棒高跳で準優勝。中京大学卒業後は香川県教職員となる。
1978年、日本陸上競技選手権大会で初優勝。バンコクアジア大会棒高跳に出場し、5メートル (m)10で金メダルを獲得。
1980年、日本選手権で2年ぶり2回目の優勝。1980年モスクワオリンピック日本代表に選出されたが、日本の大会ボイコットにより不出場。10月の第35回国民体育大会で5m43を記録して初めて日本記録を更新。翌1981年、日本選手権で2年連続3回目の優勝。
1982年、ニューデリーアジア大会棒高跳では、5m30で2大会連続金メダル。
1983年、日本選手権で4回目の優勝。ヘルシンキで開催された第1回世界陸上競技選手権大会に出場し、5m25で19位。
1984年、5m53を記録して自身5年連続7回目の日本新記録をマーク。日本選手権で5回目の優勝を達成し、ロサンゼルスオリンピック棒高跳日本代表に選出される。オリンピックでは予選で5m30cmを記録して決勝に進出したが、決勝では記録なしに終わり12位。